# Luz Elena González
Luz Elena González de la Torre (Guadalajara, Jalisco; 22 août 1974), est une actrice, chanteuse et animatrice mexicaine.

## Télévision

### Telenovelas
- 1997 : Mi querida Isabel : Secretarie
- 1998 : Preciosa : Milagros Ortiz
- 1999 : El niño que vino del mar : Jacinta
- 2000 : Siempre te amaré : Maritza Montero
- 2000 : Por un beso : Rita Jiménez (Protagonista)
- 2002 : Entre el amor y el odio : Fuensanta Garcia (Antagonista)
- 2004 : Alegrijes y Rebujos : Irina Calleja
- 2008 : Querida enemiga : Diana Ruiz
- 2009 : Hasta que el dinero nos separe : Victoria "Vicky" De la Parra "La Pajarita"
- 2011 : Una familia con suerte : Chela[1]

### Séries télévisées
- 1998 : Cero en conducta
- 1998-1999 : Rosa Davalos Montes
- 2001 : Charmed
- 2001 : Mujer, casos de la vida real
- 2002 : Gran carnal: Los fenómenos : Jenny Corcuera
- 2003 : El cara de chango : Sonia Montano
- 2003 : Doble secuestro : Valeria Montemayor
- 2004 : La Escuelita VIP : Lucecita
- 2005 : El cara de chango 2
- 2008 : Ugly Betty : Luisa

### Émissions
- 1992-1993 : Siempre en domingo (1971/I)
- 1997 : Al ritmo de la noche
- 1999 : Humor es... los comediantes : Elle-même - Animatrice
- 2006 : Al medio día : Elle-même - Animatrice

## Discographie
- 2003 : Contigo o sin tí
- 2006 : Hada de luz